# 胡文虎
胡 文虎（こ ぶんこ）は中華民国・香港・東南アジアの実業家・政治家。父業である薬局「永安堂」を継いでタイガーバームを開発、店舗・工場を東南アジア・中華圏の各地に展開した。豊富な財力により出版業や銀行業にも事業の多角化を進め、新聞業ではシンガポールの『星洲日報』や香港の『星島日報』など各地の新聞を主宰。1930年に南京入りして国民政府に参加、僑務委員会委員等を務めた。

## 事跡

### 医薬事業
胡文虎の父・胡子欽は、19世紀末に中国・福建省汀州府永定県からミャンマーへ移住し、ヤンゴンで薬局「永安堂」を開いた。母は潮州籍の李氏の娘で、2人の間には文龍・文虎・文豹の3人の兄弟が生まれた。
胡文虎は1882年に生まれ、幼少期に父の故郷・福建省永定に帰って伝統文化教育を受けた。弟の文豹は1888年に生まれ、英国植民地だったヤンゴンで英国式の教育を受けた。他に兄・文龍がいたが、早逝した。
1908年に父・子欽が病逝すると、弟の文豹が父業を継ぎ、胡文虎にヤンゴンへ戻り「永安堂」を共同経営することを要請。胡文虎は1909年から中国、日本、タイなどを歴訪して漢方・西洋の薬学視察を行った後、ヤンゴンに戻った。
胡文虎は、西洋医学の理論と東洋医学の治療方法を組み合わせ、漢方・西洋双方の薬剤師など多くの専門家を擁して新薬の開発に取り組み、軟膏「万金油」や「八卦丹」等を開発した。中でも、万金油の改良を重ね、胡の名前にちなんで商標登録した軟膏タイガーバーム（虎標万金油）は、その薬効から、どの薬局にも常備されるほど評判となり、多大な利益をもたらした。「永安堂」は次第に事業を拡大し、1920年に胡文虎は40歳足らずでヤンゴンの華僑の長者番付1位となった。
ミャンマーで成功した胡文虎はマレー半島の各都市やシンガポールへと「永安堂」の店舗網を広げ、1926年に永安堂本店をシンガポールに移し、あわせてネイル路にヤンゴンの工場の10倍の生産能力を持つ大型の新工場を開設した。また中国でも好評を博し、1934年には汕頭に分工場を開設した。
1937年頃には、永安堂はマラヤ、香港、インドネシアのバタビアおよび中国・タイの各都市に工場と販売網を確立し、胡文虎の富と名声は世の中に広く知られるようになっていた。
胡文虎は精力的に事業の多角化を進め、出版業や銀行業にも業務領域を広げた。他方で、第1次世界大戦後にゴム・錫・米等の価格が高騰したとき、胡は独占的な事業を展開する弊害や過剰生産に陥るリスクを理由にゴム産業や鉱業への投資話に応じず、その後世界恐慌によりゴム価格が暴落し世界的な不況に陥った際も、胡は事業で利益を挙げ続けたとされる。

### 慈善事業・公共事業
胡は、「事業経営の源は仁術を世に施すことにある」として、1930年代から永安堂の稼得利益の4分の1を慈善・公共事業に寄付することを決め、その後寄付金の割合は徐々に増えて6割程度に達していたとされる。胡の私財は、
- 各地の華僑学校やその他の教育機関への援助、スポーツの奨励、福建省各地の監獄の設備更新、中国の道路建設など復興建設、名勝古跡の保存、
- 病院、養老院、孤児院、精神病院や各種の衛生施設、各種救災事業、新聞事業、
- 日中戦争開戦以来の抗戦建国義捐金や公債への応募

などに投じられた。

### 新聞事業と国民政府参加
1912年にヤンゴンで華僑合資により『仰光日報』を創刊。これが胡文虎による最初の新聞社起業である。
1928年、シンガポールの華僑中学董事長（理事長）となる。同年11月には、豫陝甘賑災委員会委員にも任ぜられた。
1929年1月、シンガポールで『星洲日報』を創刊し、董事長に就任。同年には、私立大夏大学と国立中山大学にそれぞれ資金提供を行った。
1930年（民国19年）秋、南京入りし、南京中央医院に資金提供して設備拡充に寄与している。翌年7月、汕頭で『星華日報』を創刊した。1932年（民国21年）1月、国民政府から国難会議会員に任ぜられ、ここから政治家としての活動も開始する。同年4月には、行政院僑務委員会委員に任ぜられた。
1935年（民国24年）9月、廈門で『星光日報』を創刊、翌月には私立福建学院と廈門大学に資金提供を行っている。
1937年夏、日中戦争の勃発を受けて、香港で華南戦災者救済金を募り、タイガーバームを中国軍用に大量に寄付。1937年12月には南洋客属総会主席に就任し、『星洲日報』を宣伝に活用し、自派の組織・ウィークリー・クラブを通じて募金活動を展開した。
1937年には弟・胡文豹のためにシンガポールのパシル・パンジャンに兄弟の名前を取って「虎豹别墅（Haw Par Villa、ハウパーヴィラ）」と号した庭園を建造。同庭園は「虎標万金油花園（タイガーバームガーデン）」とも呼ばれ、無料で一般に開放された。
1938年（民国27年）6月、第1期国民参政会参政員に選出され（第2期でも連続選出）、8月、香港にて『星島日報』を創刊。同年、イギリス王ジョージ6世から大英帝国勲位を授与されている。

### ヤンゴン追放
戦前、胡は密貿易の罪で英領ビルマを国外追放になり、その後はシンガポール、香港に在留した。

### 戦時中
1941年（民国30年）12月に日本軍が香港を占領した際に、胡は日本軍により一時拘束され、支那派遣軍の和平工作に利用されることで抗日分子としての処分を免れた。胡は釈放後、香港に留まり、『星島日報』が一時発行停止に追い込まれたものの、『香島日報』に改題して刊行するなど新聞業を継続している。
1944年（民国33年）、マカオに移った。同年、弟の胡文豹がミャンマーで死去。

### 戦後
戦後、香港に戻る。以後、新聞事業を更に積極的に展開し、香港・上海・福州・ペナンなどで新聞を創刊。英字紙の発刊にも手を染めた。1950年1月にはタイで『星暹日報』を創刊した。胡は以上のような新聞業だけでなく、自身の出発点であった医薬事業も継続しており、さらに教育・体育事業や医院・孤児院等への資金提供も大規模に行っている。
長男・胡蛟(Aw Kow)に日本人の妻・胡暁子を迎え、日本の証券会社と協力して金融業に進出。
1954年9月5日、ボストンで手術を受け香港に帰る途中、ハワイ州ホノルルにて心臓病の発作を起こし病没、享年73（満72）歳。遺骨はシンガポールのハウパーヴィラに埋葬された。

### 後継者
長男の胡蛟は、虎豹兄弟有限公司や『星洲日報』、ペナンの『星檳日報』の要職に就いていたが、1971年に「1964年に香港の共産主義情報機関から資金援助を受け、"EASTERN SUM"を発行した」容疑で逮捕された。星洲日報の社主となった胡一虎はその異母弟にあたる。
その後、胡文虎の甥の胡清才が家業を継ぎ、1969年に大部分の事業をシンガポールとマレーシアで上場する会社「虎豹兄弟国際有限公司(Haw Par Brothers International Limited)」に移した。